# Зорница Христова
Зорница Христова е българска преводачка от английски език, журналистка и авторка на детски книги. През 2010 година създава собствено издателство „Точица“ за забавна и образователна детска литература. Съпруга е на поета и журналист Марин Бодаков.

## Биография
Родена е през 1974 година в Толбухин, България. Завършва английска филология в Софийския университет „Свети Климент Охридски“. Специализира в Оксфорд постколониална литература, с акцент върху съвременната индийска литература на английски език.
Зорница Христова е превела на български език автори като Ивлин Уо („Упадък и падение“), Джон Ланчестър („Дългът към удоволствието“), Джулиан Барнс („История на света в 10 1/2 глави“), Джумпа Лахири („Името“, „Преводачът на болести“), Мартин Еймис („Дом за свиждане“), Гилбърт Кийт Честъртън („Загадките на отец Браун“), Джон Ървинг („Четвъртата ръка“), Дон ДеЛило („Бял шум“ ), Тони Джъд („След войната: История на Европа след 1945 година“), Трейси Шевалие („Дамата и еднорогът“), Джеръм К. Джеръм („Как да пътуваме зад граница“), Мелиса Банк („Чудното място“), Джесика Олбърн („Момчето в дъба“), Том Улф, Йосиф Бродски. 

## Награди
През 2010 година Христова получава наградата за художествен превод на Съюза на преводачите в България за превода си на романа „Бял шум“ от Дон ДеЛило.
През 2014 година печели, заедно с екипа зад „Вкусна география“, националната награда „Христо Г. Данов“ за детско издание. Същата награда получава и през 2015 г. за „Когато искам да мълча“, заедно с художника и съавтор на книгата Кирил Златков.

## Авторски книги
- „Направи си сам приказка“, „Точица“, 2010
- „Умножение без уморение“, „Точица“, 2011 (под псевдоним Тео Рема)
- „Детето зад чина, или когато вкъщи има първокласник“, „Просвета“, 2012 (в съавторство с Марин Бодаков)
- „Ваканция в Средните векове“, „Точица“, 2013 (в съавторство с Иво Чолаков)
- „Вкусна география“, „Точица“, 2013 (в съавторство с Десислава Димитрова, Анна Бодакова, Дара Варадинова, Алена Маркова)
- „Сладоледена реторика“, „Точица“, 2014 (художник: Алена Маркова)
- „Когато искам да мълча“, „Точица“, 2014 (в съавторство с художника Кирил Златков)